# Brèves
Brèves település Franciaországban, Nièvre megyében. Lakosainak száma 249 fő (2022. január 1.). Brèves Chamoux, Asnières-sous-Bois, Asnois, Dornecy, La Maison-Dieu, Metz-le-Comte és Villiers-sur-Yonne községekkel határos.

## Népesség
A település népességének változása:
| Lakosok száma | 282  | 266  | 257  | 243  | 240  | 236  | 231  | 240  | 249  |
|               | 2013 | 2015 | 2016 | 2017 | 2018 | 2019 | 2020 | 2021 | 2022 |